# 松井はるか
松井 はるか（まつい はるか、1977年10月5日 - ）は、日本の元AV女優。
京都府出身。血液型:B型。身長:161cm。スリーサイズ:B88(F)・W58・H85。

## 略歴・人物
1999年にAVデビュー。

## 出演作品

### アダルトビデオ
- SEX DOLL 人形の家 （1999年2月16日、ネクストイレブン）
- コスプレドール（1999年3月15日、ネクストイレブン）
- レイプドール 悦虐の館 （1999年4月15日、ネクストイレブン）
- 巨乳貴婦人2（1999年7月14日、笠倉出版社）
- ミニスカ巨乳女教師痴漢電車5（1999年8月13日、笠倉出版社）
- Angel（2000年4月1日、アイデアポケット）
- 霊媒ダンサーと淫乱幽霊ファック（2000年6月15日、ネクストイレブン）
- バイオレンス調教淫刻レイプ 限界レイプ（2000年、セントラル出版）
- 完全緊縛強姦4（2001年2月7日、グローリークエスト）
- 看護婦レイプ 桶皮病院凌辱事件（2001年5月1日、アタッカーズ）
- バーチャル体験! 超高級ソープランド（2001年7月25日、アイオンコーポレーション）
- バーチャル体験! 超高級ソープ （2002年10月25日、ケイ・エム・プロデュース）
- 高級ソープへいらっしゃい （2002年10月29日、クリスタル映像）
- BeJean 復刻盤 #31 （2002年11月8日、桃太郎映像出版）
- 高級人妻ソープ 訳あり貴婦人達 （2002年11月15日、ネクストイレブン）
- QUATTRO （2002年12月17日、麒麟堂）
- Solud Vol.4 松井はるか、相沢まほ、桜田佳子、華原永遠、杉本まりえ（2003年4月10日、リアルアタック）※激薄・薄消し作品
- もしも神谷沙織が超高級ソープ嬢だったら…。（2003年4月18日、ケイ・エム・プロデュース）
- Angel HYPER ナース編（2003年6月8日、アイデアポケット）総集編
- 死夜悪アンソロジー4 （2003年9月8日、アタッカーズ）総集編
- もしも上原深雪が超高級ソープ嬢だったら…（2004年4月23日、ケイ・エム・プロデュース）
- もしも星野桃が超高級ソープ嬢だったら…（2004年5月21日、ケイ・エム・プロデュース）
- 超高級ソープ4時間スペシャル3（2004年7月23日、ケイ・エム・プロデュース）総集編（松井はるか出演シーンは撮りおろし）
- もしもこんな超高級ソープがあったら…。4 （2005年2月18日、ケイ・エム・プロデュース）
- 超高級ソープ4時間SPECIAL 4 （2005年8月19日、ケイ・エム・プロデュース）うまなみ。作品『もしもこんな超高級ソープがあったら…。3』のセルDVD化作品

他
| スタブアイコン | サブスタブ | この項目は、まだ閲覧者の調べものの参照としては役立たない、性風俗関係者に関連した書きかけの項目です。この項目を加筆・訂正などしてくださる協力者を求めています（P:性/PJ:性）。 |